# Sanne, Bergs kommun
Sanne är en bebyggelse vid östra stranden av Sannsundet i Hackås socken i Bergs kommun. Bebyggelse klassades av SCB 2020 som en småort.